# Marek Sanak (biolog)
Marek Sanak (ur. 24 listopada 1958 w Krakowie) – polski pediatra, genetyk kliniczny, biolog molekularny i organizator życia naukowego, profesor nauk medycznych, członek Polskiej Akademii Nauk, Polskiej Akademii Umiejętności i Academia Europaea, od 2021 dyrektor Wydziału Lekarskiego Polskiej Akademii Umiejętności, kierownik Katedry Medycyny Sądowej Collegium Medicum Uniwersytetu Jagiellońskiego, autor ponad trzystu prac badawczych w recenzowanych czasopismach naukowych.
Wykładowca akademicki, od 2008 kierownik Zakładu Diagnostyki Biochemicznej i Molekularnej Szpitala Uniwersyteckiego w Krakowie, od 2009 kierownik Zakładu Biologii Molekularnej i Genetyki Klinicznej Wydziału Lekarskiego Collegium Medicum Uniwersytetu Jagiellońskiego, w latach 2016–2020 pełnomocnik rektora UJ do spraw nauki i rozwoju w Collegium Medicum, od 2020 pełnomocnik prorektora Collegium Medicum UJ do spraw nauki i współpracy międzynarodowej. W 1997 wraz z  Andrzejem Szczeklikiem laureat Lancet Invesigators Award za badania nad astmą oskrzelową.

## Życiorys

### Edukacja
Urodził się jako syn Stanisława Sanaka i Marii Sanak z domu Policht, sędzi Naczelnego Sądu Administracyjnego. W 1977 zdał maturę w I Liceum Ogólnokształcącym im. Bartłomieja Nowodworskiego. W 1983 z wyróżnieniem ukończył studia na Wydziale Lekarskim Akademii Medycznej w Krakowie.
W 1983 rozpoczął pracę jako młodszy asystent w Zakładzie Genetyki Medycznej Instytutu Pediatrii w Krakowie. W 1988 odbył trzymiesięczny staż naukowy na Uniwersytecie Harvarda. Odbył szkolenie z dziedziny genetyki klinicznej w Boston Children's Hospital. W 1991 uzyskał roczne stypendium Ministerstwa Badań Naukowych i Technologii Republiki Francji w Instytucie Badań Medycznych (INSERM), w jednostce U-12 w paryskim Szpitalu Neckera kierowanym przez Arnolda Munnicha i Marie-Claude Hors-Caylę. W 1989 uzyskał z wyróżnieniem II stopień specjalizacji w dziedzinie pediatrii.

### Działalność naukowa i społeczna
Przez kilkanaście lat pracował jako pediatra. Doktoryzował się w 1993 na Uniwersytecie Jagiellońskim pod kierunkiem Jacka J. Pietrzyka. W latach 1993–2005 pracował jako adiunkt w Instytucie Farmakologii PAN w Krakowie, w Zakładzie Biochemii Mózgu prowadzonym przez Jerzego Vetulaniego. Od 1995 pracował równocześnie jako adiunkt w Klinice Alergii i Immunologii oraz jako Kierownik Pracowni Biologii Molekularnej II Katedry Chorób Wewnętrznych Collegium Medicum Uniwersytetu Jagiellońskiego prowadzonej przez Andrzeja Szczeklika. W 1997 przez dwa miesiące przebywał w Szwajcarskim Instytucie Alergii i Astmy w Davos, filii Uniwersytetu w Zurychu. W 1998 odbył dwumiesięczny pobyt w kierowanym przez Charlesa N. Serhana Centrum Terapii Eksperymentalnej i Urazu Niedokrwiennego Uniwersytetu Harvarda w Szpitalu Birgham and Womens w Bostonie.
W 2001 uzyskał stopień doktora habilitowanego nauk medycznych w zakresie genetyki klinicznej. W 2005 uzyskał specjalizację z genetyki klinicznej, a w 2007 specjalizację z laboratoryjnej genetyki medycznej. 22 października 2007 uzyskał tytuł profesora nauk medycznych. Od 2008 jest kierownikiem Zakładu Diagnostyki Biochemicznej i Molekularnej Szpitala Uniwersyteckiego w Krakowie. Od 2009 kieruje także Zakładem Biologii Molekularnej i Genetyki Klinicznej Wydziału Lekarskiego Collegium Medicum Uniwersytetu Jagiellońskiego. W latach 2016–2020 był pełnomocnikiem rektora Uniwersytetu Jagiellońskiego do spraw nauki i rozwoju w Collegium Medicum. W 2020 został przewodniczącym Stałej Komisji do spraw Collegium Medicum UJ. Również w 2020 objął funkcję pełnomocnika prorektora Collegium Medicum do spraw nauki i współpracy międzynarodowej i został członkiem Stałej Rektorskiej Komisji do spraw Badań Naukowych. Następnie został wybrany na kierownika Katedry Medycyny Sądowej Collegium Medicum Uniwersytetu Jagiellońskiego i na członka Zespołu Koordynacyjnego Rektorskiej Komisji ds Etyki Badań Naukowych UJ. Wszedł w skład Rady Wydziału Lekarskiego CMUJ.
Opublikował jako autor lub współautor niemal trzysta oryginalnych prac badawczych w recenzowanych czasopismach naukowych. Był autorem odkrycia polimorfizmu genetycznego regionu promotorowego genu syntazy leukotrienu C4. Współuczestniczył w ustaleniu związku między nadekspresją genetyczną powodowaną obecnością zmienionego allela tego genu a nadprodukcją leukotrienów cysteinylowych w astmie oskrzelowej. Za tę ostatnią pracę wraz z Andrzejem Szczeklikiem otrzymał w 1997 Lancet Invesigators Award przyznawaną przez czasopismo The Lancet. Badał czynnościowe warianty genetyczne człowieka oraz mutacje predysponujące do zakrzepicy i chorób układu oddechowego, w szczególności do astmy. Prowadził badania nad mediatorami odczynu zapalnego, w szczególności nad substancjami pochodnymi kwasu arachidonowego. Po wybuchu pandemii COVID-19 zajmował się badaniami mechanizmów molekularnych odpowiedzi przeciwwirusowej oraz analizą zmienności genetycznej wirusa SARS-CoV-2.
Marek Sanak jest członkiem Rady Redakcyjnej czasopisma Allergy (najwyżej notowanego europejskiego czasopisma alergologicznego), miesięcznika Medycyna Praktyczna oraz  kwartalnika Wszechświat (najstarszego polskiego czasopisma przyrodniczego). Znalazł się w opublikowanym w październiku 2021 rankingu uwzględniającym ponad 180 tys. (2%) najlepszych naukowców na świecie, gdzie został sklasyfikowany na 108.899 pozycji. Ranking oceniał dorobek naukowy na podstawie indeksu bibliometrycznego z uwzględnieniem indeksu Hirscha, liczby cytowań, Impact Factor, miejsca i roli na liście autorów.
Marek Sanak jest aktywnym nauczycielem akademickim. Od 2003 wykłada w Studium Kształcenia Podyplomowego Wydziału Farmaceutycznego Uniwersytetu Jagiellońskiego. Od 2005 prowadzi kurs dla słuchaczy Wydziału Biotechnologii UJ. Od 2006 prowadzi również zajęcia dla studentów Wydziału Lekarskiego i Szkoły Medycznej dla Obcokrajowców CMUJ. Pod jego opieką promotorską ukończone zostało czternaście przewodów doktorskich. Był promotorem w jednym przewodzie habilitacyjnym. Moderował dyskusje i wykładał w ramach Kawiarni Naukowej Polskiej Akademii Umiejętności.
Został wybrany na członka Polskiego Towarzystwa Pediatrycznego (1986), Polskiego Towarzystwa Genetyki Człowieka (1997) i Europejskiego Towarzystwa Badań w Pediatrii (1990). Został też członkiem Europejskiego Towarzystwa Badań Klinicznych, którego w latach 2003–2004 był wiceprzewodniczącym. W 2008 został wybrany na członka korespondenta Polskiej Akademii Umiejętności, w 2020 został wybrany na jej członka czynnego. Został wybrany na wicedyrektora Wydziału V Lekarskiego PAU, a w 2021 na dyrektora tegoż Wydziału. W grudniu 2021 został wybrany na członka korespondenta Polskiej Akademii Nauk. Został wybrany w skład Rady Kuratorów Wydziału V Nauk Medycznych Polskiej Akademii Nauk na kadencję 2023–2026. W 2023 został wybrany na członka Academia Europaea.

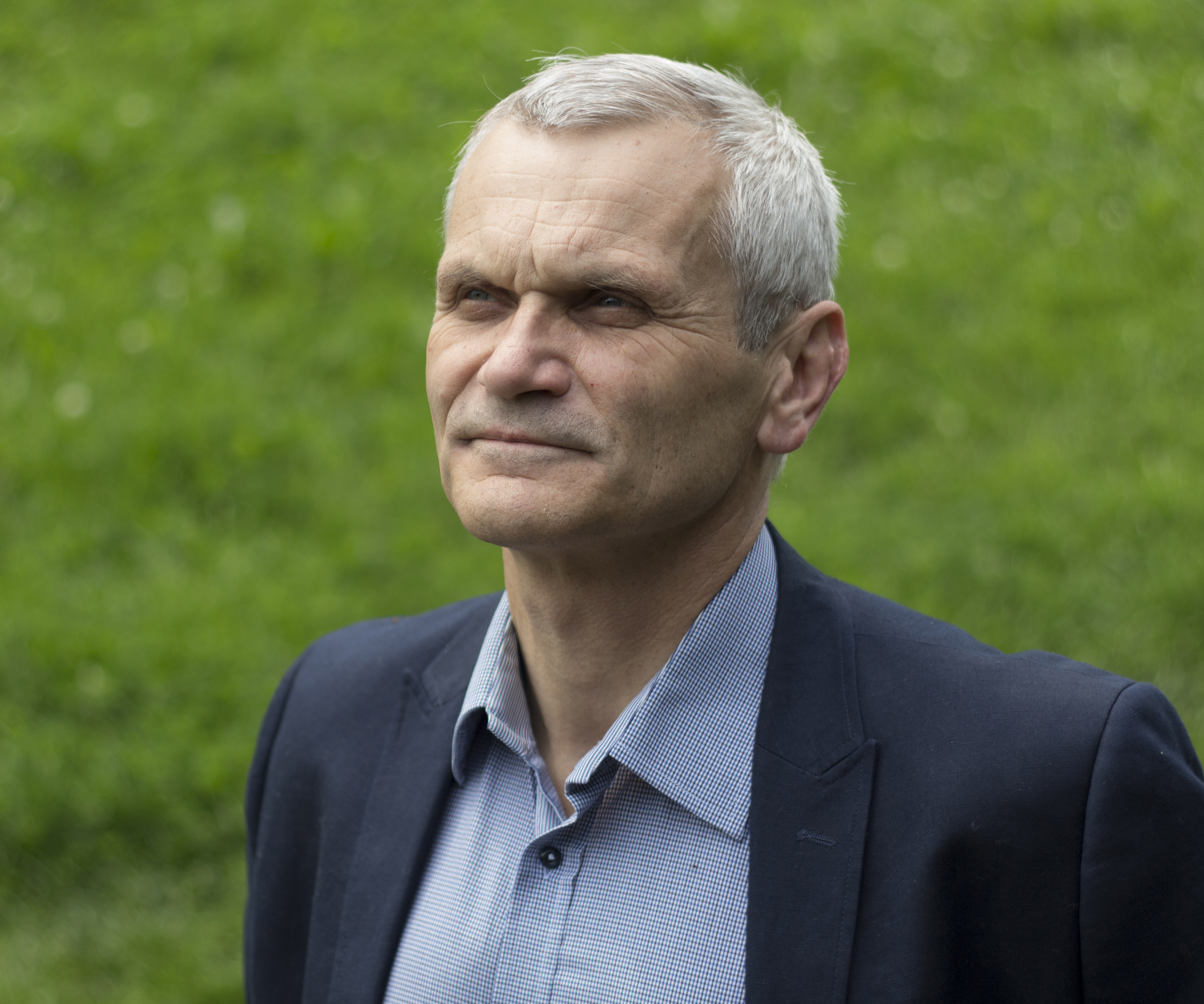
Marek Sanak (2015)

W 2003 wszedł w skład Rady Naukowej Instytutu Farmakologii PAN. W 2006 został wybrany do Rady Naukowej School of Medicine in English Collegium Medicum UJ. W 2007 został członkiem Komitetu Nauk Fizjologicznych i Farmakologicznych Polskiej Akademii Nauk (jego członkostwo zostało przedłużone na kolejne kadencje). W tym samym roku został członkiem Interdyscyplinarnego Centrum Bioetyki UJ. W lipcu 2020 wszedł w skład Komitetu Sterującego Centrum Rozwoju Terapii Chorób Cywilizacyjnych i Związanych z Wiekiem Collegium Medicum UJ. W tym samym roku wszedł w skład zespołu koordynującego program Inicjatywa Doskonałości na UJ. W grudniu 2020 został powołany w skład Interdyscyplinarnego Centrum Etyki na Wydziale Filozoficznym UJ. Został członkiem Komisji Nauk Medycznych Oddziału w Krakowie Polskiej Akademii Nauk.
Po wybuchu pandemii COVID-19 w Polsce stanął na czele zainicjowanego w marcu 2020 zespołu prowadzącego na UJ badania nad koronawirusem. Badał m.in. rozprzestrzenianie się wirusa wśród populacji Krakowa. 25 marca 2020 został powołany na członka zespołu doradczego ministra nauki i szkolnictwa wyższego „do spraw działań związanych z zapobieganiem, przeciwdziałaniem i zwalczaniem COVID-19”. W tym samym miesiącu wystąpił jako ekspert w projekcie Posłuchaj naukowca, zrealizowanym przez ministerstwo nauki w celu zwalczania dezinformacji związanej z pandemią. Był dwukrotnie zaproszony do zabrania głosu w sprawie zwalczania epidemii COVID-19 na forum Rady Miasta Krakowa. Był sygnatariuszem opublikowanego 31 marca 2020 listu otwartego, w którym ponad pięćset pięćdziesiąt uczonych, pracowników naukowych, lekarek i innych specjalistów medycznych zaapelowało do prezydenta i premiera Polski o przełożenie zaplanowanych na 10 maja wyborów prezydenckich w związku z pandemią koronawirusa. Sygnatariusze listu wezwali, by wybory zostały przeprowadzone w innym terminie, „w warunkach niezagrażających zdrowiu i życiu obywateli”.
Merytorycznie i organizacyjnie współtworzył szereg wydarzeń naukowych i popularyzujących wiedzę naukową. Wszedł w skład Rady Programowej Festiwalu Nauki i Sztuki w Krakowie. Został członkiem jury hackathonu Hack4Med zorganizowanego przez Szpital Uniwersytecki w Krakowie i firmę Codete w październiku 2021. W listopadzie 2021 był prelegentem kongresu Open Eyes Economy Summit, w maju 2022 prelegentem Copernicus Festival, a we wrześniu 2022 prelegentem McMaster International Review Course in Internal Medicine oraz ERS International Congress. W lipcu 2022 reprezentował władze Uniwersytetu Jagiellońskiego podczas inauguracji International Medical Esperanto Congress w Hódmezővásárhely. Wszedł w skład komitetu naukowego 4th International Conference on Pharmaceutical and Medical Sciences organizowanej przez CMUJ (Polska), Uniwersytet Segedyński i Wydział Medycyny Jessenius w Martinie (część Uniwersytetu Komeńskiego) oraz konferencji Kryminalistyka jutra organizowanej przez AGH i KWP (obie we wrześniu 2022). Wszedł w skład komitetu naukowego International Medical Students’ Conference w Krakowie w kwietniu 2023. W czerwcu 2023 reprezentował Collegium Medicum Uniwersytetu Jagiellońskiego podczas wizyty na Uniwersytecie Rwandyjskim. W listopadzie 2023 wystąpił na TEDxJagiellonian University. W 2024 został członkiem Komisji PAU (National Representative Body), która wybrała spośród zgłoszeń trzy prace do dalszego etapu nagrody Frontiers Planet Prize.

### Życie rodzinne
Żonaty z Iwoną Sanak, konsultantką wojewódzką w dziedzinie stomatologii dziecięcej, kierowniczką Konsultacyjnej Poradni Stomatologii Zachowawczej Wojewódzkiej Przychodni Stomatologicznej Krakowie. Ich córką jest Katarzyna Sanak-Kosmowska (ur. 1984).

## Opublikowane książki lub broszury
- Farmakogenetyczne aspekty zróżnicowania genetycznego populacji człowieka (w ramach serii Wykłady monograficzne Instytutu Farmakologii PAN, 1999)

## Nagrody
- Lancet Invesigators Award czasopisma The Lancet (1997)[26];
- Nagroda indywidualna Ministra Zdrowia i Opieki Społecznej za wybitne osiągnięcia naukowe w dziedzinie biologii molekularnej (1999)[26];
- Nagroda Rektora UJ za osiągnięcia dydaktyczne (2010)[26];
- Laur Jagielloński (2012)[26][82];
- Wyróżnienie dla najlepszego wykładowcy przyznane przez studentów sześcioletniego programu Szkoły Medycznej dla Obcokrajowców Wydziału Lekarskiego UJ CM (2013)[83];
- Nagroda „Pro Arte Docendi” (2014)[26][84].